# 学校をつくろう!!
『学校をつくろう!!』（がっこうをつくろう!!）は、ビクターインタラクティブソフトウエアより発売されたシミュレーションゲーム。開発元はリファインテキスタイル（現・グルーブボックスジャパン）。キャラクターデザインは菊池晃弘。1997年に1作目が発売、その後シリーズ化された。

## 概要
プレイヤーは新設高校の校長となり、開始時に選んだ教頭先生と共に、校舎の新築・増築、教師の採用と担当クラスの割り当て、部活動の設立や調整、学校行事の決定などを行いつつ、理想の高校を目指す。1作目の目標は生徒数3000人を超えるマンモス校だが、シリーズが進むにつれ、さまざまなタイプの高校を目指せるようになった。
『学校をつくろう!! アドバンス』からは"生徒の指導"といった新たな改良が加わった。RPGのようにディフォルメキャラを操作して、学校内を移動したり生徒に話しかけることができる。指導が必要な不良生徒に遭遇すると戦闘になり生徒を指導するシステムとなる。

## シリーズ
- 学校をつくろう!!（PlayStation、1997年12月18日発売）
- 学校をつくろう!!2（PlayStation、1998年12月10日発売）
- 学校をつくろう!! 校長先生物語（PlayStation、2000年10月26日発売）
- 学校をつくろう!! アドバンス（ゲームボーイアドバンス、2001年12月7日発売）
- 学校をつくろう!! Happy Days（PlayStation 2、2005年3月24日発売）

PlayStation版の3作品はゲームアーカイブスにてPS3とPSP向けに配信されている。

## 特徴
- クラスや部活動に4ジャンル、教師には16タイプに分けられる性格がそれぞれ決まっており、相性の良し悪しがストレス値や学校の評価に大きく影響する。
- 3月に行われる入学試験は3段階の難易度を選ぶことができる。難しいと募集定員より入学者が若干減るが、簡単だと不良生徒が多く入学してしまう。また、入試以外に学力や部活動による特待生も入学させることができる。ちなみに、不良生徒は生徒指導で更生させることができる。
- 生徒数が一定人数を突破すると新たな施設を建設できたり、鉄筋校舎への建て替えが可能となる。また、イベントで建てられる施設も存在する。
- 毎年5月に行われる生徒会長選挙で応援した候補が当選すると、会長を通じて毎年一度だけ校長命令としてイベント（フリーマーケット、ボランティアなど）が開催できる。

## 備考
- 校歌は1パターンしかないが、生徒の替え歌などで最大7パターンまでが聞ける（『2』では校歌を作詞できる）。